# Schoenoplectus hondoensis
Schoenoplectus hondoensis är en halvgräsart som först beskrevs av Jisaburo Ohwi, och fick sitt nu gällande namn av Jiří Soják. Schoenoplectus hondoensis ingår i släktet sävsläktet, och familjen halvgräs. Inga underarter finns listade i Catalogue of Life.